# Сан Мигел (департамент, Салвадор)
Вижте пояснителната страница за други значения на Сан Мигел.
Сан Мигел (на испански: San Miguel) е един от 14-те департамента на централноамериканската държава Салвадор. Намира се в източната част на страната. Площта му е 2077 квадратни километра, а населението – 516 241 души (по изчисления за юни 2020 г.).

## Общини
Департаментът се състои от 19 общини, някои от тях са:
1. Ел Трансито
2. Каролина
3. Сан Мигел
4. Сан Рафаел
5. Сан Хорхе
6. Сесори